# Xã Galesburg, Quận Kingman, Kansas
Xã Galesburg (tiếng Anh: Galesburg Township) là một xã thuộc quận Kingman, tiểu bang Kansas, Hoa Kỳ. Năm 2010, dân số của xã này là 218 người.